# آرتور مورگان
آرتور مورگان (به انگلیسی: Arthur Morgan) شخصیتی تخیلی و قهرمان اصلی قابل بازی در بازی ویدیویی رد دد ریدمپشن ۲ (۲۰۱۸) است. آرتور یکی از اعضای بالارتبه باند ون در لیند است. او در حالی که سعی در زنده ماندن در برابر نیروهای دولتی و سایر دشمنان در یک تجسم داستانی در غرب وحشی دارد، باید با فروپاشی غرب وحشی سروکار داشته باشد. او به‌وسیلهٔ راجر کلارک از طریق ضبط حرکت به تصویر کشیده شده است. او یکی تاثیر گذارترین شخصیت های تاریخ بازی های ویدئویی است.
راک‌استار گیمز تصمیم گرفت رد دد ریدمپشن ۲ را روی یک شخصیت متمرکز کند، به منظور اینکه شخصاً بیشتر به داستان او پرداخته شود. آن‌ها عقیده داشتند این کار برای ساختار روایتی وسترن مناسب‌تر بود. راجر کلارک قصد داشت آرتور را به روشی به تصویر بکشد که به اندازهٔ کافی پیچیده باشد تا بازیکن بتواند هر مسیری را انتخاب کند و همچنان کاراکتر منطقی و معقول باشد. کلارک از بازیگرانی همچون توشیرو میفونه، جان وین و راب وایت‌آف (که شخصیت جان مارستون را در همین بازی و بازی پیشین به تصویر می‌کشد) الهام گرفت.
آرتور مورد تحسین منتقدان قرار گرفت؛ پیچیدگی و طریقت خود به سوی رستگاری بارها سوژهٔ اصلی تمجید این شخصیت بوده است. منتقدان همچنین او را به خاطر جان بخشیدن به دنیای درون‌داستانی و شخصیت‌های دیگر تحسین کردند. کلارک برای اجرای این شخصیت نامزدی‌های بسیاری را به خود اختصاص داد و جایزهٔ بهترین ایفاکننده را در جوایز بازی ۲۰۱۸ دریافت کرد.

## سرگذشت زندگی و آشنایی با گنگ ون در لیند
آرتور در سال ۱۸۶۳ از پدری به نام لایل مورگان و مادری به نام بیتریس مورگان به دنیا آمد. آرتور در کودکی خود مادرش را از دست داد و پدرش در حالی که آرتور ۱۱ سال داشت، دستگیر شد. او در صحبت با خواهر کالدرون اشاره می‌کند که مرگ پدرش را با چشمانش دیده و او مرگی طولانی داشته است.
وی در ۱۴ سالگی توسط هوزیا متیوز و داچ ون‌درلیند به سرپرستی گرفته می‌شود و به گروه ون‌درلیند می‌پیوندد. آرتور همچنین اشاره می‌کند که طراحی، خواندن، نوشتن و تیراندازی را از هوزیا و داچ آموخته است.
سال‌ها بعد آرتور با خدمتکاری ۱۹ ساله به نام ایزابلا ازدواج می‌کند و صاحب فرزندی به نام آیزاک می‌شود. آرتور به علت زندگی مجرمانهٔ خود، هر چند وقت یک بار به دیدن خانوادهٔ خود می‌رفت تا اینکه روزی بعد از برگشتن به خانه، با قبر دو نفر روبه‌رو می‌شود که از قضا همسر و پسرش بوده‌اند. آرتور اشاره می‌کند که این دو در یک دزدی و تنها برای ۱۰ دلار کشته شدند. مرگ این دو سرآغاز تغییر و سرد شدن قلب آرتور و تمرکز بیشتر بر روی زندگی جنایتکارانه می‌شود.
گروه ون‌درلیند که تنها ۳ عضو داشت، اولین سرقت خود را از یک بانک در سال ۱۸۸۷ انجام می‌دهد. به گفتهٔ داچ، در ابتدا هدف گروه خارج کردن پول از حساب دولت و دادن آن به مردم فقیر بوده است. آرتور اشاره می‌کند که در زمانی به دلیل دزدی از پیرمردی توسط داچ سرزنش می‌شود؛ اما در بازی که در سال ۱۸۹۹ روایت می‌شود، می‌توان دید که ایدهٔ داچ دیگر وجود حقیقی ندارد.
آرتور در جوانی خود با دختری به نام مری لینتون آشنا می‌شود. آن‌ها تا ازدواج با یکدیگر پیش می‌روند اما مخالفت پدر مری به علت زندگی خشن و جنایتکارانه آرتور سبب شکل نگرفتن ازدواج بین این دو می‌شود. این دو، یک عکس و یک حلقه هم دارند که در روند بازی، توسط بازیکن به‌دست می‌آید.
از کارهای مهم گنگ ون در لیند( در طول بازی) که آرتور مورگان در آن حضور داشت می‌توان به دزدی از بانک شهر بلک واتر( قبل از شروع داستان رد دد ردمپشن ۲)دزدی از قطار کورنوال، درگیری و تیراندازی در شهر استرابری( strawberry)، درگیری و تیراندازی در شهر ولنتاین با نیروهای کرنوال، 
سرقت از قطار مسافربری، مشارکت و همکاری با شریف گری در بازداشت مجرمین، دلیل آتش‌سوزی در مزرعه تنباکوی خانواده گری، سرقت از بانک شهر ولینتاین، همکاری در سرقت اسب‌های خانوادهٔ برث وایت، قتل شریف گری، مخروب کردن اموال خانواده برث وایت و حمله به اموال آنها، حمله و درگیری با گنگ lemony raiders، مشارکت در سرقت بزرگ از بانک شهر سینت دنیس، مشارکت در قتل انجلو برونت، همکاری در حمله به زندان و فرار کردن جان مارستون، همکاری و شریک در قتل کورنوال، درگیری و تیراندازی با ارتش ایلات متحده، حمله به تأسیسات نفت کرنوال و تخریب این، مشارکت در دزدی قطار ارتش ایالات متحده، قتل مأمور میلتون.

## نقش در گروه ون در لیند
آرتور پس از هوزیا و داچ که رهبران گروه هستند، مهم‌ترین فرد گروه محسوب می‌شود.
آرتور در بیشتر سرقت‌های گروه حضور دارد و طبق گفتهٔ اعضا، بهترین تیرانداز گروه است. آرتور همچنین وظیفهٔ پیگیری قرض‌های گروه، تأمین غذا، داروها و تسلیحات کمپ، انجام خواسته‌های اعضای گروه و بررسی نقشه‌های مهم گروه را برعهده دارد.
وی که بیشتر از ۲۰ سال سابقه حضور در گروه را دارد، مورداعتمادترین دستیار و فرد داچ ون‌درلیند است و در یکی از مراحل، یکی از افسران پینکرتون به جایزه ۵۰۰۰ دلاری روی سر آرتور اشاره می‌کند.